# Beatrice Arthur
Beatrice (Bea) Arthur, geboren als Bernice Frankel, (New York, 13 mei 1922 – Los Angeles, 25 april 2009) was een Amerikaans actrice en comédienne. Ze speelde hoofdrollen in onder meer de televisieseries Maude en The Golden Girls, die haar beide een Emmy Award opleverden. Ze werd voor beide rollen samen negen keer genomineerd voor een Emmy en acht keer voor een Golden Globe. Met een gastrol in Malcolm in the Middle schreef ze in 2001 ook een American Comedy Award op haar naam.
Arthur had een kenmerkende, voor een vrouw relatief zware stem.

## Carrière
Arthur speelde Maude Finlay in Maude, een spin-off van de serie All in the Family waarin ze eerder in dezelfde rol verscheen. In de Golden Girls speelde ze de rol van Dorothy Zbornak, een dame op middelbare leeftijd die met twee huisgenoten en haar moeder in Florida woonde.
Daarnaast speelde ze rollen in het theater, waaronder die van Lucy Brown in de off-Broadway-première van de Threepenny Opera (1954) en die van Yente in de première van Fiddler on the Roof (1964). In 1981 verscheen ze in Woody Allens The Floating Lightbulb. In 2002 opende haar onewomanshow op Broadway.
Beatrice groeide op in Maryland. Tijdens de Tweede Wereldoorlog meldde ze zich als vrijwilliger voor het US Marine Corps en was daarmee een van de eerste vrouwelijke leden van het Corps.
In de lente van 2009 overleed Beatrice Arthur op 86-jarige leeftijd aan de gevolgen van longkanker.

## Filmografie
- Curb Your Enthusiasm televisieserie - Larry's Mother (Afl., The End, 2005)
- Futurama televisieserie - Fem-puter (Voice-over, afl., Amazon Women in the Mood, 2001)
- Enemies of Laughter (2000) - Paul's Mother
- Malcolm in the Middle televisieserie - Mrs. White (Afl., Water Park, 2000)
- Dave's World televisieserie - Mel Bloom (3 afl., 1997)
- For Better or Worse (1996) - Beverly Makeshift
- Star Trek: Voyager televisieserie - Suspiria (Voice-over, afl. Cold Fire, 1995, niet op aftiteling)
- The Golden Palace televisieserie - Dorothy Zbornak née Petrillo (1992-1993)
- The Golden Girls televisieserie - Dorothy Zbornak née Petrillo (159 afl., 1985-1992)
- Empty Nest televisieserie - Dorothy Zbornak (Afl., Dumped, 1989)
- My First Love (televisiefilm, 1988) - Jean Miller
- P.O.P. (televisiefilm, 1984) - Olivia
- a.k.a. Pablo televisieserie - Rol onbekend (Afl., My Son, the Gringo, 1984)
- Amanda's televisieserie - Amanda Cartwright (Afl. onbekend, 1983)
- History of the World: Part I (1981) - Dole office clerk (Niet op aftiteling)
- Soap televisieserie - Angel (Afl., Jessica's Wonderful Life, 1980)
- The Mary Tyler Moore Hour televisieserie - Rol onbekend (Episode 1.2, 1979)
- The 'Star Wars' Holiday Special (televisiefilm, 1978) - Ackmena
- Laugh-In televisieserie - Rol onbekend (Afl. 25 oktober 1977)
- Maude televisieserie - Maude Findlay (1972-1978)
- Mame (1974) - Vera Charles
- All in the Family televisieserie - Maude Findlay (Afl., Maude, 1972)
- All in the Family televisieserie - Cousin Maude (Afl., Cousin Maude's Visit, 1971)
- Lovers and Other Strangers (1970) - Bea Vecchio
- That Kind of Woman (1959) - WAC (Niet op aftiteling)
- Hallmark Hall of Fame televisieserie - Mrs. Abercrombie (Afl., The Gift of the Magi, 1958)
- Kraft Television Theatre televisieserie - 8 afl., 1951-1958
- The Seven Lively Arts televisieserie Hostess (Afl., Gold Rush, 1958)
- Caesar's Hour televisieserie - Regular (Afl. onbekend, 1956-1957)

- Bibsys: 9026623
- Biblioteca Nacional de España: XX5144019
- Bibliothèque nationale de France: cb17113200s (data)
- Gemeinsame Normdatei: 135140609
- International Standard Name Identifier: 0000 0000 5551 1183
- Library of Congress Control Number: no92012147
- MusicBrainz: 81dca162-351f-424b-8dbb-f7595ec59415
- Nationale Bibliotheek van Israël: 987007336686905171
- Nederlandse Thesaurus van Auteursnamen: 073183083
- SNAC: w6k65tcx
- Virtual International Authority File: 26631328
- WorldCat: E39PBJtCGcVvkCYGRC4QpWwpyd